# Raúl Díaz-Argüelles
Raúl Díaz-Argüelles, nome de guerra Domingos da Silva (Havana, 14 de setembro de 1936 — Ebo, 11 de dezembro de 1975) foi um militar das Forças Armadas de Cuba que lutou na Revolução Cubana, ao final das guerras de independência da Guiné-Bissau e de Angola e no início da Guerra Civil Angolana.
O Comandante Díaz-Argüelles morreu durante a Operação Savana, na região do Ebo, quando o seu transporte blindado foi atingido por uma mina anti-tanque em 11 de dezembro de 1975, e seccionou suas pernas. Foi promovido a general de divisão e condecorado como Herói da República de Cuba postumamente.

## Biografia

### Primeiros anos e ativismo estudantil
Raúl Díaz-Argüelles nasceu no seio de uma família da burguesia esclarecida de Havana. Seus pais participaram ativamente da revolução cubana de 1933 contra o ditador Gerardo Machado.
O jovem Raúl foi enviado para estudar durante um ano nos Estados Unidos na escola privada Academia Militar de Riverside (ainda no Tenessi). Após o período no exterior, retornou a Cuba, quando ingressou na Universidade de Havana. Na universidade, junta-se a Federação de Estudantes Universitários (FEU), que se opõe radicalmente à ditadura de Fulgencio Batista.

### Participação na Revolução Cubana
Em 1955, participou da preparação de um ataque fracassado ao palácio presidencial, juntando-se então ao Diretório Revolucionário (DR), enquanto, paralelamente, mantinha seus estudos em engenharia civil. Durante todo o ano de 1956 participou de muitas lutas violentas de rua e, procurado pela polícia, foi forçado ao exílio nos Estados Unidos.
Durante seu exílio, Arguelles recolhe armas e participa da preparação de uma expedição de militantes do DR destinada a apoiar os guerrilheiros do Movimento 26 de Julho. Os ativistas finalmente chegam à costa cubana em fevereiro de 1958, e retornam à capital, onde participam ativamente das lutas de rua durante a greve geral de abril.
Em 23 de junho de 1958, Eduardos Garcia Lavanderos, um dos líderes da DR e chefe das ações na capital, é descoberto em Havana pelos serviços secretos de Batista (em castelhano:  Servicio de Inteligencia Militar, SIM); sendo morto num tiroteio numa lavanderia. Raúl Díaz Arguelles é nomeado em seu lugar e assume estratégia de guerrilha urbana na capital.
Finalmente, Arguelles e seu melhor camarada Gustavo Machín Hoed são convidados pela liderança da DR a se juntar a Coluna 8, do exército rebelde liderado por Che Guevara, que estava lutando na Serra de Escambray. Em dezembro de 1958, participa da batalha de Santa Clara ao lado de Guevara.
Em 2 de janeiro de 1959, já com a patente de capitão (então com 22 anos), Arguelles entra em Havana com suas tropas, sendo tratado como libertador.

### Cargos militares na pós-revolução cubana
Recém-nomeado chefe do Departamento Técnico de Investigações da Polícia Nacional Revolucionária, Raúl Díaz Arguelles lidera uma vasta operação contra as facções criminosas que ainda dominavam a periferia de Havana e desmantela suas redes de tráfico de drogas.
Em 1961, se juntou ao exército cubano e trabalhou para desmantelar as redes contra-revolucionárias que ainda operavam nos arredores de Havana.
Em 1963, foi nomeado chefe do batalhão de artilharia e, três anos depois, integrou, com a patente de coronel, o estado-maior do Corpo do Exército Independente de Matanzas.
Em 1971, Raúl Díaz Arguelles acompanhou Fidel Castro em sua viagem pelo Chile a convite de Salvador Allende. No ano foi designado como um dos coordenadores da Unidade Militar 14-15, uma direção especial do Ministério das Forças Armadas Revolucionárias (MINFAR) encarregado da colaboração militar com guerrilheiros de países do terceiro mundo.

### Servindo à independência dos países africanos
Foi neste contexto que partiu para a Guiné-Bissau onde liderou a brigada cubana durante a guerra de independência travada pelo Partido Africano para a Independência da Guiné e Cabo Verde (PAIGC) contra as forças coloniais portuguesas. Permaneceu no país até à independência em 1974.
Em agosto de 1975, o coronel Arguelles desembarcou em Luanda, Angola, utilizando o pseudónimo português de Domingos da Silva. Estava encarregado de supervisionar e treinar as tropas do Movimento Popular de Libertação de Angola (MPLA).
Ao chegar em Angola, como comandante da Operação Carlota, a Guerra de Independência de Angola estava em seu estágio final, quando os grupos guerrilheiros deixaram de combater as tropas portuguesas e enfrentavam-se. Seus rivais eram: a Frente Nacional de Libertação de Angola (FNLA), ainda um grupo guerrilheiro baseado na etnia nortista dos congos, e que recebia apoio da França, do Zaire e dos Estados Unidos, e; a União Nacional para a Independência Total de Angola (UNITA), oficialmente apoiada pela África do Sul e pelos Estados Unidos.
O coronel Arguelles distinguiu-se, em particular, na Batalha de Quifangondo, ocorrida em 10 de novembro de 1975, onde o exército do MPLA, apoiado por 88 soldados cubanos, esmaga as tropas da FNLA de Holden Roberto, que estavam em número muito maior, pois contavam com apoio de combatentes do Zaire, mercenários portugueses, tropas sul-africanas e brasileiras, além de agentes da CIA.
Pouco depois, Arguelles dirigiu as suas tropas para o sul de Luanda e conseguiu travar uma feroz ofensiva contra as tropas invasoras sul-africanas e dos seus auxiliares da UNITA.
Em 11 de dezembro, consegue emboscar por trás, com uma pequena coluna, a aldeia de Galengo, tomando-a durante a batalha de Ebo. Porém, os estilhaços de uma mina antitanque, que explodiu ao passarem por Hengo (no município de Ebo), cortaram a artéria femoral do coronel Arguelles, que sucumbiu aos ferimentos.